# Genormte Qualitätssicherung

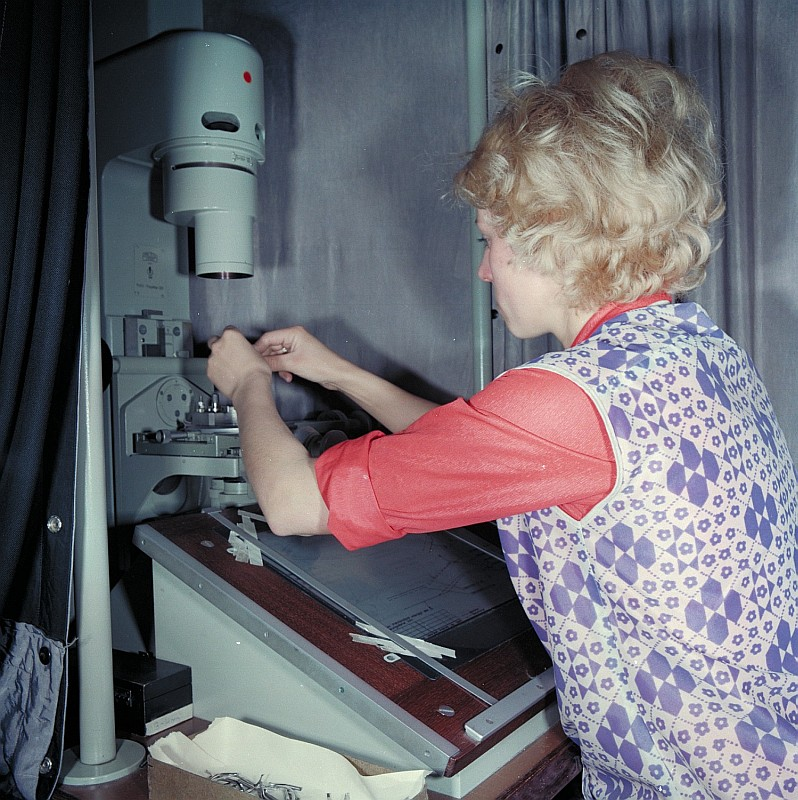
„Facharbeiter für Qualitätskontrolle“ im VEB Nähmaschinenteilewerk Dresden, 1977

Qualitätssicherung oder Qualitätskontrolle ist ein Sammelbegriff für unterschiedliche Ansätze und Maßnahmen zur Sicherstellung festgelegter Qualitätsanforderungen.

## Definition nach DIN EN ISO 9000
Die Qualitätsmanagementnorm DIN EN ISO 9000:2005 definiert Qualitätssicherung in Punkt 3.2.11 als „Teil des Qualitätsmanagements, der auf das Erzeugen von Vertrauen darauf gerichtet ist, dass Qualitätsanforderungen erfüllt werden.“
Das volkstümliche Verständnis von Qualitätssicherung weicht von der obigen Definition nach ISO 9000 erheblich ab und wird oft mit Qualitätsmanagement verwechselt.
Nach DIN EN ISO 9000:2005 wird unter 3.8.2 für das englische „inspection“ anstatt „Kontrolle“ der Begriff „Prüfung“ verwendet.

## Qualitätssicherung
Qualitätssicherung sind Maßnahmen, die sicherstellen sollen, dass ein Produkt oder eine Dienstleistung ein festgelegtes Qualitätsniveau erreicht. Dabei geht es nach ISO 9000 nicht etwa darum, die Qualität eines Produktes zu optimieren, sondern ein vorgegebenes – also gegebenenfalls auch ein niedriges – Niveau zu halten. Das Produkt kann dabei sowohl materiell sein, als auch eine erbrachte Leistung oder eine verwendete Verfahrensweise. Der Prozess der Qualitätssicherung wird heute vielfach in Unternehmen mit rechnergestützten Systemen abgebildet (→ CAQ-Systeme).
In der Serienproduktion lassen sich Qualitäts-Kennzahlen zum Prozess über statistische Verfahren (→ statistische Prozesslenkung) ermitteln. Um Gleichheit zu erreichen, setzt man Qualitätsmanagementnormen wie beispielsweise internationale Normen nach EN oder ISO, nationale Normen nach DIN oder Önorm, firmeninterne Normen oder andere technische Dokumentationen wie RFCs ein.
Beispiele für Elemente der Qualitätssicherung:
- Erstbemusterung: Mit der Erstbemusterung erbringt der Lieferant den Nachweis, dass seine Produkte die vom Kunden geforderten Qualitätsanforderungen erfüllen. Die Freigabeverfahren nach VDA 2 (PPF) oder QS 9000 (PPAP) umfassen sowohl die Produkt- als auch die Produktionsprozess-Freigabe.
- Wareneingangsprüfung: Um Mängel reklamieren zu können, ist der Kunde zu einer unverzüglichen Prüfung der Lieferung verpflichtet (§ 377 Abs. 1 HGB).
- Lieferantenbewertung: Die aus der Wareneingangsprüfung gewonnenen Informationen dienen auch zur Lieferantenbewertung. Es erfolgen Auswertungen bezüglich der Lieferqualität, Liefertreue, Termintreue etc. Die Lieferqualität kann beispielsweise nach VDA Band 2 ermittelt werden. Das Ergebnis ist dann eine Qualitätszahl (QZ), mit der Lieferanten in die Klassen A, B und C eingeteilt werden. Dies kann als Grundlage für Maßnahmen zur Qualitätsverbesserung oder für Preisverhandlungen dienen.
- Fertigungskontrolle: Messungen und Prüfungen im Produktionsprozess. Die Kontrolle findet anhand von Losprüfungen auftrags- oder kundenbezogen statt oder wird als statistische Prozesslenkung (SPC) durchgeführt.
- Prüfmittelmanagement: Fähige Mess- und Prüfmittel sind Voraussetzung für objektiv bewertbare Kontrollergebnisse. Die Prüf- und Messmittelüberwachung ist zur Sicherstellung der Verfügbarkeit der erforderlichen Mess- und Prüfmittel erforderlich.
- Dokumentation: Die Ergebnisse aller Prüfungen sind zu dokumentieren und entsprechend gesetzlichen Fristen aufzubewahren.

Die jeweils erforderlichen Prüfungen und Verfahren werden vom Qualitätsmanagement festgelegt.

## Begriffe
- Das Qualitätsmanagement legt die Verfahren fest, die zur Erreichung der erforderlichen Produktqualität notwendig sind. Dies umfasst die Festlegung der Prüfverfahren, der Stichprobengröße, der Kommunikationswege bei festgestellten Fehlern, Schulungsmaßnahmen des mit Prüfungen beauftragten Personals und anderes.

- Die Qualitätssicherung sorgt für die Einhaltung der vom Qualitätsmanagement festgelegten Maßnahmen. Für bestimmte Betriebe ist gesetzlich vorgeschrieben, dass das Personal der Qualitätssicherung direkt dem Qualitätsmanagement bzw. der Geschäftsleitung untersteht, damit es nicht an Weisungen, zum Beispiel der Fertigungsleitung gebunden ist (siehe beispielsweise JAR).

- Mit Kontrolle wird die regelmäßige Eignungsprüfung von Personal bezeichnet. (Gesundheitsprüfung, Prüfung von Fertigkeiten). Für bestimmte Bereiche sind diese Kontrollen gesetzlich vorgeschrieben (Personenbeförderung, Piloten) (→ Flight Crew Licensing (JAR-FCL)).

Der Begriff gilt auch als Synonym zu dem Verfahren, die Produktqualität ausschließlich durch Prüfung sicherzustellen. Hierbei lassen sich zwar ungeeignete Produkte aussondern, durch die fehlende Rückkopplung auf die Konstruktion und Fertigungsverfahren werden die Fehlerursachen jedoch nicht abgestellt. Dieses Verfahren entspricht nicht den Qualitätsmanagementnormen und ist daher in der Regel nicht Stand der Technik.
- Die Prüfung umfasst den Vergleich der Messwerte des Produktes mit den vorgegebenen Grenzwerten und die Klassifizierung entsprechend dem Prüfergebnis (Nachbesserung, Ausschuss).

## Qualitätssicherung im Baugewerbe
Die Qualitätssicherung im Baugewerbe erfolgt baubegleitend und zur Bauabnahme durch entsprechende Sachverständige.
Geeignete Prüfverfahren der Gebäudehülle zur energetischen Bewertung beziehungsweise Luftdichtheit der Gebäudehülle sind unter anderem der Blower-Door-Test und die Thermografie.

## Qualitätssicherung für infrastrukturelle Dienstleistungen

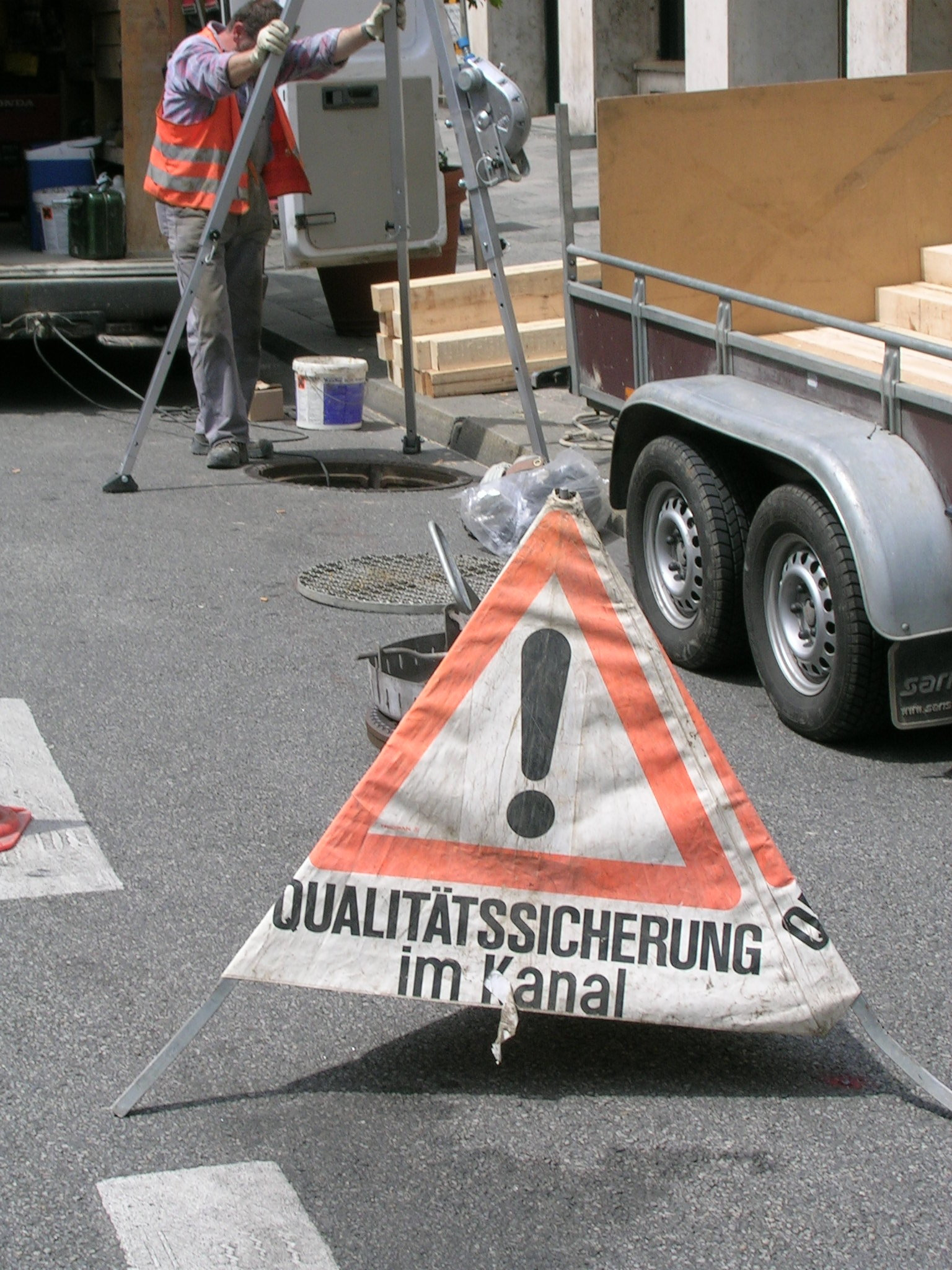
München 2008. In den vorausgegangenen Jahren war „Qualitätssicherung“ zum Modewort geworden.

Mit dem Trend zur Dienstleistungsgesellschaft und der wachsenden wirtschaftlichen Bedeutung von Dienstleistungen wächst die Notwendigkeit, die Leistungstransparenz und die Qualitätssicherung für diesen Wirtschaftsbereich auszubauen. Künftig werden aus Effizienzgründen die traditionellen Papierchecklisten zunehmend von elektronischen Instrumenten (Software) abgelöst werden.

## Qualitätssicherung in der Medizin
Siehe Qualitätssicherung in der Medizin

## Testinstitute
Konrad Adenauer sagte, dass wir „ein Institut zur Erprobung von Qualität von Produkten brauchen, das diese auch bewertet und dem Volk wiedergibt“. Das Resultat war die Gründung der Stiftung Warentest, die Produkte im vergleichenden Warentest nach verschiedenen Gesichtspunkten testet, mit einer Bewertung des Produktes von 0,5 bis 5,5 aufwartet und die getesteten Produkte mit Bewertung in der monatlich herausgegebenen Zeitschrift test veröffentlicht. Die Hersteller der bewerteten Produkte haben das Recht, das Siegel der Stiftung Warentest mit Bewertung auf ihre Etiketten zu drucken.
Die durch die technische Ausrüstung der Institute möglichen Prüfungen können auch von Herstellern in Anspruch genommen werden. Die Institute betreiben somit keine Qualitätssicherung – diese liegt in der Verantwortung des Herstellers – aber sie können diese unterstützen.